# ストロベリmelody
『ストロベリmelody』（ストロベリメロディ）は、2007年2月14日にリリースされた中川翔子の2作目のシングル。

## 概要
CD、CD+DVDの2パターンでリリースされた。
出演番組および番組内での企画など、制作における経緯もあり、収録曲全てにタイアップがついた。
タイトルの「ストロベリ」を「ストロベリー」と誤って表記されることがあった。ジャケットやミュージック・クリップの撮影時、今作では愛猫のルナが参加した。
今作はおよそ半年かけて制作された。当初は2006年中のリリースが目標だったが、制作上の都合や中川自身の多忙に加え収録曲の追加などもあって、翌2007年のリリースとなった。インタビューでのコメントから察すると、レコーディング開始時点では2006年11月リリースを目指していたようである。
2ndシングル候補に5曲作られ、そのうちのひとつの「KAWAYUSU（仮タイトル：カワユス）」は今作には収録されなかったものの、3rdシングル『空色デイズ』に「みつばちのささやき」として収録された。

## 仕様
- ジャケットに中川翔子直筆のオリジナル4コママンガが2編と、中川翔子の個性を表した写真一枚が収録されている。
- 初回プレス盤にはポケットサイズカレンダーが封入された。

### CD
- 販売生産番号：SRCL-6473/4

### CD+DVD
- 販売生産番号：SRCL-6475

## 収録曲

### CD
1. ストロベリmelody（作詞：渡邊亜希子・中川翔子 作曲・編曲：Shinnosuke (SOUL'd OUT)）
歌詞は募る恋心を綴ったもので、タイトルは「ストロベリー」と「melody」を組み合わせた造語。
SOUL'd OUTのShinnosukeに手がけられたこともあって、前作のトランス系のものから一転、今作はアイドル歌手色の強いものになった。この曲を聴いたスタッフは、中川の声が前回と微妙に違っていたことに驚いたという。作品制作終了後のプロモーションでは、「私もアイドルになってみたい」と語っていた。
2. ポケモンなりきりサンデー（作詞：戸田昭吾・中川翔子 作曲・編曲：たなかひろかず）
しょこたん言葉（「ギザウレシス」など）をはじめ、ポケモンの名前・世界観を取り入れている。
『ポケモン☆サンデー』のオリジナルテーマソングの制作をお願いするため、中川扮するしょこたん部長がクリーチャーズを訪れたなかひろかずに対面するも断られた。しかし、なかなか引き下がらないしょこたん部長の前に「ポケモンバトルでしょこたんが勝利する」という条件で制作するということになるも、バトルはあっさりと中川が勝利を収めたので制作してもらえることになった。
3. Dear my saint-girl（作詞：亜伊林 作曲・編曲者：K-taro Takanami）
元ピチカート・ファイヴの高浪敬太郎が手掛けた。中川翔子の憧れである松田聖子を強く意識した曲であるため、歌詞には松田聖子の曲名や曲中に使用された言葉が含まれている。タイトルの「saint-girl」は「聖子」を英語でもじったもの。つまりは中川翔子が憧れる松田聖子のことである。
4. ストロベリmelody（オリジナル・カラオケ）

### CD + DVD
Disk1
1. ストロベリmelody
2. ポケモンなりきりサンデー
3. Dear my saint-girl
4. ストロベリmelody（オリジナル・カラオケ）

Disk2
1. ストロベリmelody -ミュージッククリップ-
2. しょこたん 夢の80's ステージ ～ストロベリ伝説編～

## タイアップ
- ストロベリmelody
  - TBS系『ワナゴナ』エンディングテーマ（2007年1月～3月）
  - フジテレビ『超V.I.P.』エンディングテーマ（2007年1月・2月）
- ポケモンなりきりサンデー
  - テレビ東京系『ポケモン☆サンデー』オープニングテーマ（2007年1月～3月）
- Dear my saint-girl
  - MUSIC ON! TV『夢ヶ丘レジデンス』火曜日テーマソング